# Pocahontas (Iowa)
Pour les articles homonymes, voir Pocahontas (homonymie).
La ville de Pocahontas est le siège du comté de Pocahontas, dans l’État de l’Iowa, aux États-Unis. Sa population s’élevait à 1 789 habitants lors du recensement de 2010, estimée à 1 710 habitants en 2016.

## Histoire
La ville a été nommée en hommage à Pocahontas.

## Source
- (en) Cet article est partiellement ou en totalité issu de l’article de Wikipédia en anglais intitulé « Pocahontas, Iowa » (voir la liste des auteurs).